# چینچیلا ای‌آی
چینچیلا ای‌آی (به انگلیسی: Chinchilla AI) یک خانواده از مدل‌های زبانی بزرگ است که توسط تیم تحقیقاتی دیپ‌مایند توسعه یافته و در مارس ۲۰۲۲ ارائه شده‌است. این مدل «چینچیلا» نامگذاری شده زیرا از خانواده مدل قبلی خود به نام «گوفر» پیشرفت بیشتری داشته‌است. هر دو مدل به منظور بررسی قوانین مقیاس‌بندی مدل‌های زبان بزرگ آموزش دیدند.